# Indywidualne Mistrzostwa Polski w Zapasach 2012

## Mistrzostwa Polski w Zapasach2012

### Kobiety
20. Mistrzostwa Polski – 14–15 września 2012, Żary

### Mężczyźni
- styl wolny

65. Mistrzostwa Polski – 5–6 października 2012, Osielsko
- styl klasyczny

82. Mistrzostwa Polski – 28–29 września 2012, Radom

## Medaliści

### Kobiety
| Kategoria: | Złoto:                                     | Srebro:                             | Brąz:                                                                       |
| 48 kg      | Iwona Matkowska Agros Żary                 | Anna Łukasiak AZS-AWF Warszawa      | Angelika Głąb Cement Gryf Chełm Anita Zdrodowska ZKS Koszalin               |
| 51 kg      | Sara Jezierzańska Dąb Brzeźnica            | Paula Kozłow Dąb Brzeźnica          | Ilona Omilusik Heros Czarny Bór Sandra Pachnik WLKS Siedlce                 |
| 55 kg      | Roksana Zasina ZTA Zgierz                  | Katarzyna Michalak AZS-AWF Warszawa | Renata Omilusik Heros Czarny Bór Dominika Osocka Agros Żary                 |
| 59 kg      | Anna Zwirydowska ZTA Zgierz                | Agnieszka Król Dąb Brzeźnica        | Katarzyna Krawczyk Cement Gryf Chełm Marzena Michalik Grunwald Poznań       |
| 63 kg      | Monika Michalik Grunwald Poznań            | Paulina Grabowska ZTA Zgierz        | Sandra Kaźmierowska Tęcza Środa Wielkopolska Justyna Ratyńska Dąb Brzeźnica |
| 67 kg      | Daria Osocka Agros Żary                    | Angelika Gałązka Grunwald Poznań    | Laura Robocińska Zagłębie Wałbrzych Agata Tatar Dąb Brzeźnica               |
| 72 kg      | Agnieszka Wieszczek-Kordus Grunwald Poznań | Weronika Maleszka Cement Gryf Chełm | Patrycja Howis AZS-AWF Warszawa Paulina Kontna Korona Koronowo              |

### Mężczyźni

#### Styl wolny
| Kategoria: | Złoto:                                | Srebro:                                 | Brąz:                                                                       |
| 55 kg      | Adrian Hajduk Slavia Ruda Śląska      | Grzegorz Łabus Slavia Ruda Śląska       | Adam Bieńkowski AKS Białogard Arkadiusz Kołodziej Śląsk Milicz              |
| 60 kg      | Robert Rogalewicz Grunwald Poznań     | Dawid Romanowicz ZTA Zgierz             | Patryk Dworczyk Orzeł Namysłów Eryk Maj Śląsk Milicz                        |
| 66 kg      | Krzysztof Bieńkowski AKS Białogard    | Mateusz Pisarski LMKS Krasnystaw        | Łukasz Lubowicz Slavia Ruda Śląska Bartłomiej Żuraw Iskra Spiczyn           |
| 74 kg      | Krystian Brzozowski Orzeł Namysłów    | Tomasz Rogisz Grunwald Poznań           | Tomasz Nowakowski AZS-AWF Warszawa Andrzej Sokalski Slavia Ruda Śląska      |
| 84 kg      | Radosław Marcinkiewicz Orzeł Namysłów | Patryk Dublinowski AKS Białogard        | Zbigniew Baranowski AZS-AWF Warszawa Tomasz Jonkisz Slavia Ruda Śląska      |
| 96 kg      | Kamil Skaskiewicz AKS Białogard       | Kamil Wojciechowski Slavia Ruda Śląska  | Szymon Jędrzejczak Grunwald Poznań Robert Świerblewski Gwiazda Bydgoszcz    |
| 120 kg     | Arkadiusz Kordus Grunwald Poznań      | Dariusz Filipczak LKS Ceramik Krotoszyn | Tomasz Anuszkiewicz AKS Białogard Bartłomiej Maciążek CSiR Dąbrowa Górnicza |

#### Styl klasyczny
| Kategoria: | Złoto:                                      | Srebro:                                | Brąz:                                                                       |
| 55 kg      | Dawid Szkodziński AKS Piotrków Trybunalski  | Marcin Kunysz Cement Gryf Chełm        | Radosław Bierzanowski Cement Gryf Chełm Krzysztof Gajek Cement Gryf Chełm   |
| 60 kg      | Mariusz Łoś Agros Zamość                    | Dawid Ersetic Unia Racibórz            | Edward Barsegjan Cartusia Kartuzy Mateusz Bernatek AKS Piotrków Trybunalski |
| 66 kg      | Edgar Melkumov AKS Piotrków Trybunalski     | Tomasz Świerk Śląsk Wrocław            | Dawid Kareciński Śląsk Wrocław Daniel Rutkowski                             |
| 74 kg      | Piotr Przepiórka Olimpijczyk Radom          | Mateusz Wolny Unia Racibórz            | Łukasz Fafiński Olimpijczyk Radom Michał Król AKS Piotrków Trybunalski      |
| 84 kg      | Tadeusz Michalik Sobieski Poznań            | Dawid Pawlik AKS Piotrków Trybunalski  | Marcin Brzeziński Legia Warszawa Krystian Formela Cartusia Kartuzy          |
| 96 kg      | Radosław Grzybicki AKS Piotrków Trybunalski | Łukasz Konera AKS Piotrków Trybunalski | Przemysław Malinowski AZS-AWF Warszawa Marcin Olejniczak Sobieski Poznań    |
| 120 kg     | Kamil Błoński Unia Racibórz                 | Jakub Pietrzak PTC Pabianice           | Andrzej Deberny AKS Piotrków Trybunalski Seweryn Szreder AZS-AWF Warszawa   |